# Bosnia y Herzegovina en los Juegos Olímpicos de Sídney 2000
Bosnia y Herzegovina estuvo representada en los Juegos Olímpicos de Sídney 2000 por un total de 9 deportistas, 7 hombres y 2 mujeres, que compitieron en 4 deportes.
El portador de la bandera en la ceremonia de apertura fue el atleta Elvir Krehmić. El equipo olímpico bosnio no obtuvo ninguna medalla en estos Juegos.